# 29832 Steinwehr
A 29832 Steinwehr (ideiglenes jelöléssel (29832) 1999 EA12) a Naprendszer kisbolygóövében található aszteroida. A LINEAR projekt keretében fedezték fel 1999. március 15-én.